# Povedek
Povédek (tudi predikát) je stavčni člen, ki odgovarja na vprašanje Kaj kdo dela oziroma kaj se z nekom godi, torej v stavku izraža dogajanje. V stavku ga označimo s podčrtovanjem z vijugasto črto. Povedek običajno sestoji iz osebne glagolske oblike.

## Odnos z drugimi stavčnimi členi
Osebek, predmet in prislovna določila povedek pomensko dopolnjujejo. Slovnično je povezan z osebkom, kateremu je podrejen (osebek povedku določa spol, sklon in število), in s predmetom, ki mu je nadrejen (določa mu sklon).

## Vrste povedkov
Ločimo dve vrsti povedkov:
- Goli povedek: Sestavljen je le iz ene osebne glagolske oblike.

Primer: Vaza je na mizi. 
- Zloženi povedek: Sestavljen je iz vezi in povedkovega določila. Kot vez nastopa osebna oblika nepolnopomenskega glagola (pomožni, naklonski, fazni glagol), v vlogi povedkovega določila pa nastopa polnopomenska beseda, ki je lahko samostalniška ali pridevniška beseda v imenovalniku ali nedoločnik.

Primeri:
| Povedkovo določilo                  | Pomožni glagol biti       | Naklonski glagol      | Fazni glagol       |
| ----------------------------------- | ------------------------- | --------------------- | ------------------ |
| Samostalnik                         | Vaza je predmet.          | /                     | /                  |
| Pridevnik                           | Vaza je čudovita.         | /                     | /                  |
| Predložna zveza s krajevnim pomenom | Vaza je iz Kitajske.      | /                     | /                  |
| Predložna zveza s časovnim pomenom  | Vaza je iz Avstro-Ogrske. | /                     | /                  |
| Predložna zveza s svojilnim pomenom | Vaza je od moje mame.     | /                     | /                  |
| Nedoločnik                          | /                         | Vaza se more razbiti. | Vaza začne pokati. |